# Código de Núremberg

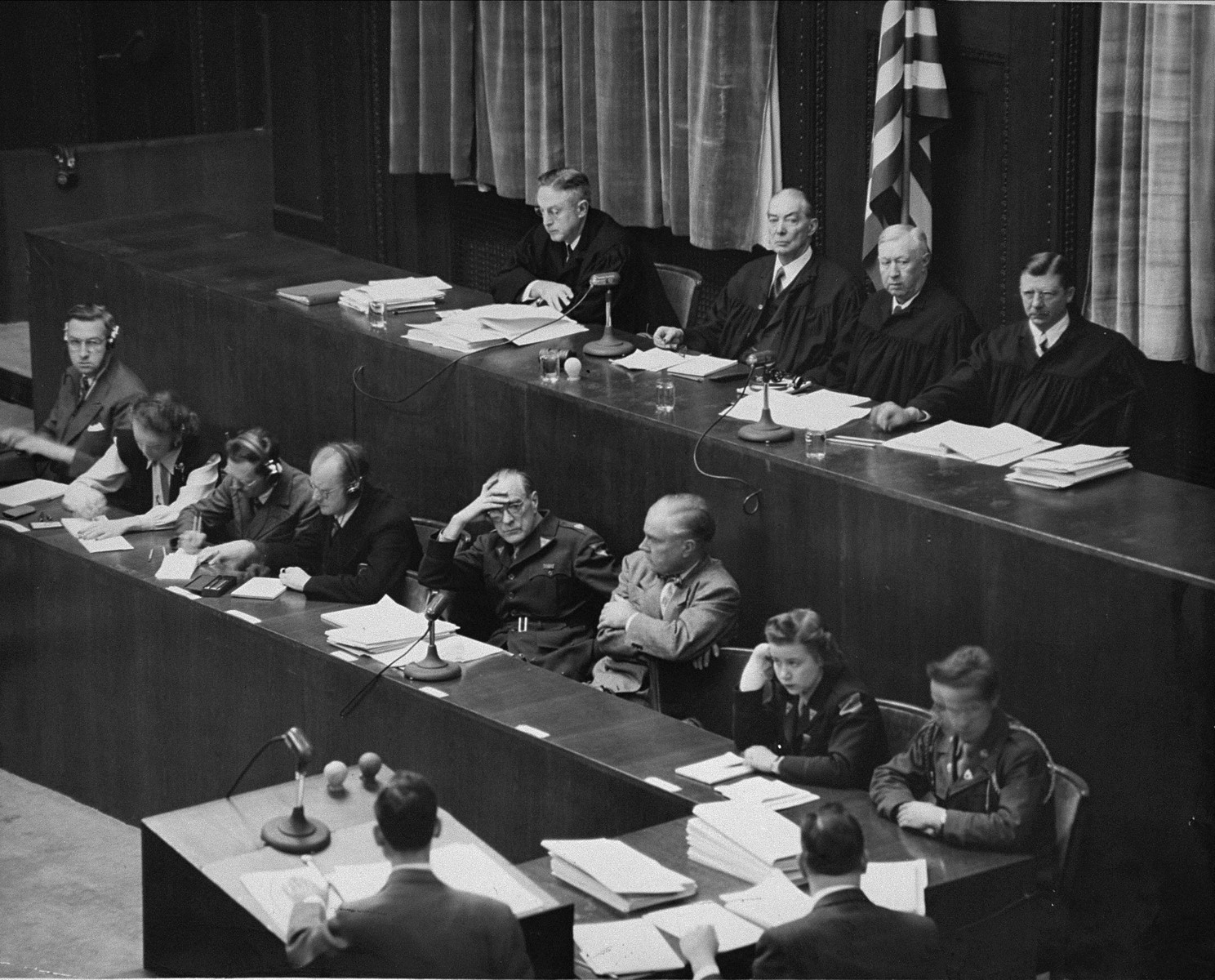
Código de ética médica de Núremberg.

El Código de ética médica de Núremberg recoge una serie de principios que rigen la experimentación con seres humanos, que resultó de las deliberaciones de los Juicios de Núremberg, al final de la Segunda Guerra Mundial. Específicamente, el Código responde a las deliberaciones y argumentos por las que fueron enjuiciados la jerarquía nazi y algunos médicos por el tratamiento inhumano que dieron a los prisioneros de los campos de concentración, como por ejemplo, los experimentos médicos del Dr. Josef Mengele. 
El Código de Núremberg fue publicado el 20 de agosto de 1947, tras la celebración de los Juicios de Núremberg (entre agosto de 1945 y octubre de 1946). En él se recogen principios orientativos de la experimentación médica en seres humanos, porque durante el juicio varios de los acusados argumentaron que los experimentos diferían poco de los llevados a cabo antes de la guerra, pues no existían leyes que categorizaran de legales o ilegales los experimentos.

## Los puntos
En abril de 1947, el Dr. Leo Alexander sometió a consideración del Consejo para los Crímenes de Guerra diez puntos que definían la investigación médica legítima. El veredicto del juicio adoptó estos puntos y añadió cuatro más. Estos diez puntos son los que constituyen el Código de Núremberg.
Entre ellos, se incluye el consentimiento informado y la ausencia de coerción, la experimentación científica fundamentada y la beneficencia del experimento para los sujetos humanos involucrados.
Los diez puntos son:
1. Es absolutamente esencial el consentimiento voluntario del sujeto humano. Esto significa que la persona implicada debe tener capacidad legal para dar consentimiento; su situación debe ser tal que pueda ser capaz de ejercer una elección libre, sin intervención de cualquier elemento de fuerza, fraude, engaño, coacción u otra forma de constreñimiento o coerción; debe tener suficiente conocimiento y comprensión de los elementos implicados que le capaciten para hacer una decisión razonable e ilustrada. Este último elemento requiere que antes de que el sujeto de experimentación acepte una decisión afirmativa, debe conocer la naturaleza, duración y fines del experimento, el método y los medios con los que será realizado; todos los inconvenientes y riesgos que pueden ser esperados razonablemente y los efectos sobre su salud y persona que pueden posiblemente originarse de su participación en el experimento. El deber y la responsabilidad para asegurarse de la calidad del consentimiento residen en cada individuo que inicie, dirija o esté implicado en el experimento. Es un deber y responsabilidad personales que no pueden ser delegados impunemente.
2. El experimento debe ser tal que dé resultados provechosos para el beneficio de la sociedad, no sea obtenible por otros métodos o medios y no debe ser de naturaleza aleatoria o innecesaria.
3. El experimento debe ser proyectado y basado sobre los resultados de experimentación animal y de un conocimiento de la historia natural de la enfermedad o de otro problema bajo estudio, de tal forma que los resultados previos justificarán la realización del experimento.
4. El experimento debe ser realizado de tal forma que se evite todo sufrimiento físico y mental innecesario y todo daño.
5. No debe realizarse ningún experimento cuando exista una razón a priori para suponer que pueda ocurrir la muerte o un daño que lleve a una incapacitación, excepto, quizás, en aquellos experimentos en que los médicos experimentales sirven también como sujetos.
6. El grado de riesgo que ha de ser tomado no debe exceder nunca el determinado por la importancia humanitaria del problema que ha de ser resuelto con el experimento.
7. Se debe disponer de una correcta preparación y unas instalaciones adecuadas para proteger al sujeto de experimentación contra posibilidades, incluso remotas, de daño, incapacitación o muerte.
8. El experimento debe ser realizado únicamente por personas científicamente cualificadas. Debe exigirse a través de todas las etapas del experimento el mayor grado de experiencia (pericia) y cuidado en aquellos que realizan o están implicados en dicho experimento.
9. Durante el curso del experimento el sujeto humano debe estar en libertad de interrumpirlo si ha alcanzado un estado físico o mental en que la continuación del experimento le parezca imposible.
10. Durante el curso del experimento el científico responsable tiene que estar preparado para terminarlo en cualquier fase, si tiene una razón para creer con toda probabilidad, en el ejercicio de la buena fe, que se requiere de él una destreza mayor y un juicio cuidadoso de modo que una continuación del experimento traerá probablemente como resultado daño, discapacidad o muerte del sujeto de experimentación.